# Angel of the Morning
Angel of the Morning är en sång som 1968 var en hitlåt med sångaren Merrilee Rush från USA. Sången skrevs av Chip Taylor, född i New York i USA. Originalinspelningen gjordes 1967 av Evie Sands för skivbolaget Cameo-Parkway Records men Cameo-Parkway Records gick i konkurs. Merrilee Rush hade en hit med sången 1968, och det året hade även P.P. Arnold en hit i Storbritannien med sången.
Nina Simone spelade in sången 1971 och countrysångaren Juice Newton spelade in en cover 1981.
1981 släppte den norska sångerskan Elisabeth Andreassen sången på sitt album Angel of the Morning. Med text på svenska av Mats Rådberg fick sången namnet "En enda morgon". En annan inspelning på svenska av det svenska dansbandet Wizex 1982 med Kikki Danielsson på sång hette "Nattens sista ängel", och den texten skrevs av Ronny Carlsson. Samma version spelades in av Dan Tillberg redan 1981, på albumet 'Mors och Fars kärlek'.
Sången var med i filmen Jerry Maguire från 1996. Året innan var låten också med i ett avsnitt av det amerikanska succéprogrammet  Vänner där The Pretenders sångerska Chrissie Hynde framförde den. Den släpptes också på singel, men tog sig inte in på listorna.
Reggaeartisten Shaggy lanserade 2001 en singel med titeln Angel, där sången hade förändrad text och annat tema. Den versionen handlade om kärleken till hans fru, istället för originaltemat om saknad och one night stands.
Den svenska sångerskan Jill Johnson släppte "Angel of the Morning", med text på engelska, den 24 oktober 2007  som singel från hennes coveralbum Music Row. Denna version placerade sig som högst på #30 på försäljningslistan för singlar i Sverige.

## Coverversioner
| 1968 | Joya Landis |
| 1968 | Percy Faith |
| 1968 | I Profeti (italienskspråkig version) |
| 1968 | P.P. Arnold |
| 1968 | Ray Conniff |
| 1969 | Skeeter Davis |
| 1971 | Nina Simone |
| 1973 | Olivia Newton John |
| 1977 | Guys 'n' Dolls |
| 1978 | Pat Kelly |
| 1978 | Rita Remington |
| 1981 | Juice Newton - Hennes version var den andra singeln från Newtons album Juice och placerade sig på Billboards lista efter att den släppts. Versionen placerade sig även i topp tio internationellt i Kanada, Australien, Schweiz, Nya Zeeland och Sydafrika. Tillsammans med andra med i soundtracket till Marvel-filmen Deadpool från 2016. |
| 1981 | Elisabeth Andreassen |
| 1981 | Dan Tillberg |
| 1982 | Wizex |
| 1987 | The Tremeloes |
| 1987 | Courtney Melody & Danny Dread |
| 1995 | The Pretenders |
| 1998 | Bonnie Tyler |
| 2002 | Maggie Reilly |
| 2003 | The Shocker |
| 2004 | Barbara Jones |
| 2007 | Girlyman |
| 2007 | Jill Johnson |
| 2011 | Hanne Boel |

Den här artikeln är helt eller delvis baserad på material från engelskspråkiga Wikipedia, tidigare version.